# Boumbé II
Boumbé II är ett vattendrag i Kamerun och Centralafrikanska republiken, ett biflöde till Kadéï. Det rinner genom den sydöstra delen av Kamerun, 400 km öster om huvudstaden Yaoundé. Huvuddelen av loppet ingår i gränsen mellan länderna.